# ジェームス・クヴァスト
ヤーコプ・ジェームス・クヴァスト（Jacob James Kwast, *1852年11月23日 ナイケルク – †1927年10月31日 ベルリン）は、オランダ出身のドイツのピアニスト。

## 経歴
当初はフランクフルト・ホーホ音楽院において、その後はベルリン・シュテルン音楽院において音楽教師を務めた。

## 家族・親族
最初の結婚では、フェルディナント・ヒラーの娘トニー（Tony）と結婚し、娘ミミ（Mimi, 1879年 † 1926年）を儲ける。ミミは、父親の門弟であったハンス・プフィッツナーと1899年に結婚した。後にクヴァストは、マックス・レーガー門下のピアニスト、フリーダ・ホダップ（Frieda Hodapp, 1880年 † 1948年）と再婚した。

## 主な門人
- 1886年 – 1890年: ハンス・プフィッツナー
- 1905年 – 1908年: イルゼ・フロム＝ミヒャエルス
- 1917年 – 1923年: ジュリアス・ハーフォード
- ヴァルター・ブラウンフェルス
- パーシー・グレインジャー
- オットー・クレンペラー
- Walter Burle Marx